# Oskar von Miller
Oskar (von) Miller, född 7 maj 1855 i München, död där 9 april 1934, var en tysk ingenjör.
Miller var en av pionjärerna på elektroteknikens och vattenkraftens område. Han var initiativtagare till den historiska första större kraftöverföringen mellan Lauffen am Neckar och Frankfurt am Main 1891, verkade under den elektriska industrins grundläggningsår i ledningen för det uppväxande storföretaget AEG och drev sedan under en lång följd av år verksamhet som konsulterande ingenjör särskilt i fråga om vattenkraftutbyggnad. Det rationella tillvaratagandet av Bayerns vattenkrafttillgångar var huvudsakligen hans verk. 
De senare decennierna ägnade Miller helt åt sitt stora intresse, skapandet av Deutsches Museum i München, ett minnesmärke över naturvetenskapens och teknikens storverk. Han var en varm vän av Sverige och en stor beundrare av svenskt museiväsen, särskilt Skansen, och han bidrog med sin person i icke ringa mån till tillkomsten av det Tekniska museet i Stockholm, varav han var hedersledamot. Han invaldes 1925 som ledamot av Kungliga Vetenskapsakademien.